# Braunliest

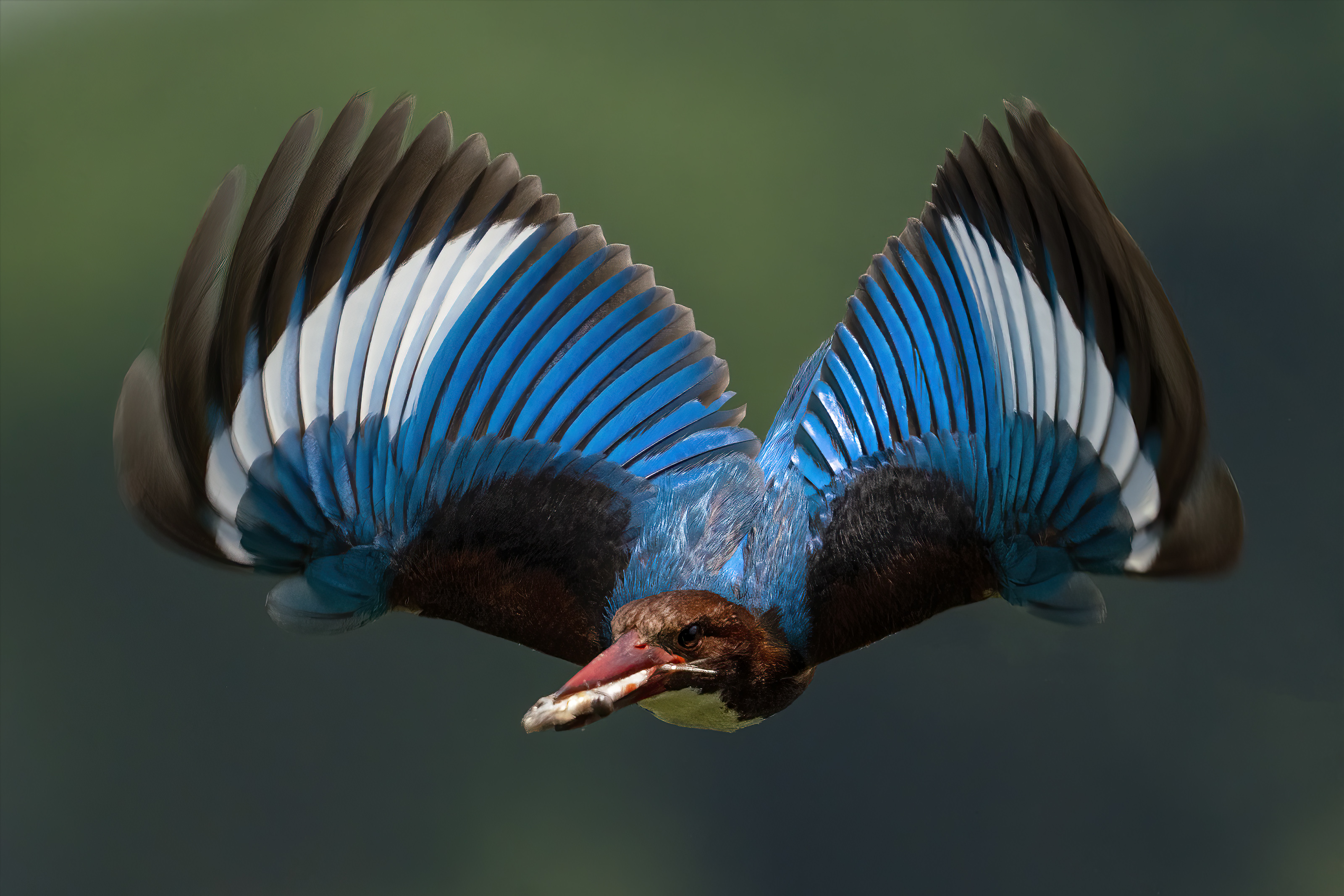
Braunliest im Flug, mit einem Fisch im Schnabel, in Bangladesch

Der Braunliest (Halcyon smyrnensis) ist ein von der Türkei bis auf die Philippinen verbreiteter Eisvogel.

## Merkmale
Der 26 bis 39 cm lange Braunliest ist am Rücken, am Schwanz und an den Flügeln leuchtend blau gefärbt. An den Schultern und Flanken, am Kopf und am unteren Bauch ist das Gefieder kastanienbraun. Die Kehle und Brust sind weiß. Der Schnabel und die Beine sind korallenrot. Im Flug glänzt oberseits der himmelblaue Handwurzelfleck, unterseits das große weiße Flügelfeld.

## Lebensraum
Der Braunliest ist nicht so sehr an Wasser gebunden wie andere Eisvogelarten. Er brütet in trockener Agrarlandschaft, Palmenhainen, Parks und manchmal Waldlichtungen, aber trotzdem meist in Wassernähe an Steilufern. In eine 50 cm lange Röhre werden 4 bis 7 runde weiße Eier gelegt.

## Nahrung
Der Braunliest jagt große Insekten, Nagetiere, Schnecken, Fische, Frösche und auch Singvögel.

## Unterarten
Sechs Unterarten sind bekannt:
- Halcyon smyrnensis smyrnensis (Linnaeus, 1758)
  - Verbreitung: Von Izmir (griechisch Smyrna) in der Westtürkei, und Kairo in Ägypten südlich bis zum Kaspischen Meer, nördlicher Persischer Golf, Pakistan, Afghanistan und Nordwestindien
  - Aussehen: Kinn, Kehle und Brust weiß

- Halcyon smyrnensis fusca (Boddaert, 1783)
  - Verbreitung: Westen von Indien und Sri Lanka
  - Aussehen: Leicht dunkler, das Blau hat einen weniger grünen Ton.

- Halcyon smyrnensis saturatior Hume, 1874
  - Verbreitung: Andamanen
  - Aussehen: wie H.s. smyrnensis nur dunkleres braun

- Halcyon smyrnensis gularis (Kuhl, 1820)
  - Verbreitung: Philippinen
  - Aussehen: wie H.s. fusca, aber nur das Kinn und die Kehle sind weiß, schwarzer am Flügel

- Halcyon smyrnensis fokiensis Laubmann & Götz, 1926
  - Verbreitung: südliches und östliches China, Taiwan und Hainan

- Halcyon smyrnensis perpulchra Madarász, 1904
  - Verbreitung: Bhutan bis in den Osten Indiens, Indochina, Malaiische Halbinsel und der Westen Javas.